# 湖南大学
湖南大學（英語：Hunan University），簡稱湖大，是中华人民共和国湖南省的一所全日制公办本科高校，位於湖南省長沙市，為中华人民共和国教育部直屬大學。主校區東瀕湘江，西偎嶽麓山，置身嶽麓山—橘子洲國家5A級旅遊景區。其辦學起源於北宋開寶九年（公元976年）創建的嶽麓書院，以及清朝光緒23年（公元1897年）創建的時務學堂，光緒29年（公元1903年）合併改建為湖南高等學堂，民國15年（公元1926年）組建湖南省立湖南大學，並於民國26年（公元1937年）升格為國立湖南大學。新中國成立後，中共一大代表、教育家李達就任校長，校名由毛澤東題寫。现今的湖南大学也是双一流、985工程重點建設大學。

## 历史沿革

### 前身

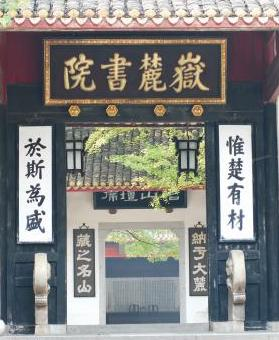
岳麓书院

湖南大学這塊地方最早可以追溯至东吴宝鼎三年（公元268年）所創立的麓山寺，至今仍保存完好。東晉陶侃也曾於此建杉庵讀書。唐代馬燧在此建「道林精舍」。唐末五代智璿等二僧為「思儒者之道」，在麓山寺下，「割地建屋」，建起了「以居士類」的學舍。
公元976年，潭州太守朱洞在原僧人辦學的遺址上，即嶽麓山下的抱黃洞附近正式建立起了岳麓书院，於是正式开始办学，當時作為四大书院的其中一間。历经七毁七建，建筑保存至今。

### 书院改制
1903年岳麓书院改制，与原湖南高等学堂（1897年长沙时务学堂成立，1900年改为求实书院，1902年改为湖南大学堂，1903年改为湖南高等学堂）合并，在旧址上成立新的湖南高等学堂。1912年，民国改元，教育部颁布《壬子学制》，湖南高等学堂奉令停办，工科学生按志愿送到湖南公立工业专门学校和湖南高等师范学校继续学习。同年，湖南高等师范学校奉命迁入。1917年，湖南高等师范学校奉令停办，并入国立武昌师范学校，同年，湖南公立工业专门学校迁入，接收了前湖南高师的全部校产和一部分教师。

### 筹办湖南大学
1912年湖南高等学堂停办之初，湖南都督谭延闿拟就岳麓书院旧址筹办湖南大学，因学款无法筹集而未果。1913年，杨昌济在《湖南教育》杂志上撰文，提出初步设想：将法政学校、医学校等组成湖南大学。1917年5月，杨昌济、杨树达等向湖南省政府呈文，倡议筹办湖南大学。1921年，湖南自治运动兴起，教育界要求教育独立，教育经费独立，要求在《省宪法》中规定设立湖南大学。1922年1月，湖南宣布《省宪法》，第79条载明湖南须设立大学一所。1923年5月，湖南省长赵恒惕明令设立湖南大学筹备委员会，同年冬设立湖南大学临时董事会，并编制湖南大学计划书。1924年春，因湘西战事发生，建校经费未拨。1925年11月6日，省政府决议正式成立湖南大学筹备会。

### 省立湖南大学
1926年2月1日，湖南公立工业专门学校、湖南公立商业专门学校、湖南公立法政专门学校合并，省立湖南大学正式宣告成立。自岳麓书院改制，至湖南大学，在书院故址先后办学的各学校不但完整继承了书院的院产，也自觉继承了书院历来优良的办学传统，得到社会各界的公认。不设校长，设委员十人管治。设理、工、法、商四科，各科设学长一人。法科学长李希贤/罗介夫，分设政治系、法律系，系主任分别为阮湘、俞峻，学监分别为王季范、李达。1926年8月，湖南大学改委员制为校长制，首任校长雷铸寰。
1927年4月，湖南省政府下令将湖南大学改名为湖南工科大学，理工两科保留，法商两科并入中山大学，农科恢复为甲种农业学校。5月，马日事变爆发，7月，湖南省政府令湖南中等以上学校一律停办，进行整顿，湖南工科大学师生离校。1928年4月，省政府决定恢复湖南大学，聘任凯南为校长。
1933年至1935年胡庶华任湖南大学校长期间，以经费全部来自湖南省，财力有限，不利学校发展为由，向国民政府教育部申请改省立为国立。教育部派员来校视察，认为湖南大学师资力量较强，图书仪器设备均有一定规模，教学质量且为全国省立大学之冠，具有改为国立的条件。1937年7月，国民政府教育部正式通知湖南大学改为国立，与湖南大学同时改为国立的仅有私立厦门大学。

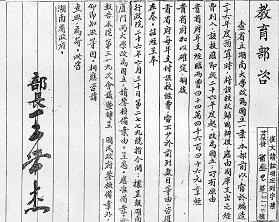
1937年省立湖南大学改为国立湖南大学，中华民国教育部致湖南省政府文

1938年，日军逼近湖南，省会长沙的机关、学校纷纷搬迁，湖南大学开始筹划西迁事宜。湖南省教育厅曾建议湖南大学西迁溆浦，但考虑到辰溪有火电厂，能源充足，水陆交通方便，学校决定迁往辰溪。4月10日，日军飞机轰炸湖南大学校园，图书馆被炸毁，科学馆亦被炸，该馆的仪器药品设备全部被震毁。第一、第五学生宿舍等中弹倒塌，第一院、第二院、工厂及学生二舍、四舍等处被震毁。9月，湖南大学时任教务长任凯南等赴辰溪筹建。经过考察，选址在辰溪县城对河的陇头脑，开始建造校舍。教务长任凯南作为迁校负责人，采取了他们在日本留学时住过的木板房子的模式，利用辰溪木材多，石块多的优势，就地取材，以石块作房屋基脚，所有办公室、教室、学生宿舍等，都采取鱼磷板的形式，很快房子都在这小山包上盖好开学上课了。10月中旬起，湖南大学师生分批到达辰溪，在龙头垴正式开课。
1945年日本无条件投降，同年10月，湖南大学迁回长沙岳麓山。

### 中华人民共和国时期
1949年中华人民共和国成立。同年，省立克强学院、省立音乐专科学校、国立师范学院、私立民国大学等校并入湖南大学，组成文艺、社会科学、教育、财经、自然科学、工程、农业等7个学院、25个系，成为当时华中地区规模最大的大学。

#### 1953年全国院系调整
1953年全国院系调整，國立湖南大學被撤消。国立湖南大学的各专业系科去向如下：
- 1950年4月，教育学院音乐系和音乐专修科师生调往武汉中原大学，同年4月，工程学院水利系师生调往武汉大学。
- 1951年3月，农业学院调出与省立修业农林专科学校组成湖南农学院(今湖南农业大学)。
- 1952年10月，工程学院矿冶系和矿冶研究所师生调往中南矿冶学院(今中南大学)。同年11月工程学院化工系师生调往广州华南工学院（今华南理工大学）。

1953年10月前，从国立湖南大学调出去的各院系师生陆续离校的是：
- 自然科学院的数学（部分）、物理（部分）、化学（部分）、生物，文学院的中文（部分），社会科学院的历史（部分）等6系325名学生和13位教师，于10月2日出发，前往武汉大学。
- 10月3日，社会科学院经济系师生部分去中南财经学院（今中南财经政法大学）、部分去武汉大学。
- 财经学院的会计、统计、企业管理、财政金融、合作等系师生527名去武昌中南财经学院。
- 文教学院的中文系、外文系（小部分）、教育系及社会科学院的历史（部分），自然科学院的数学（部分）、物理（部分）、化学（部分）等系，师范专修科的中文、历史、数学、物理、化学、生物等科师生调湖南师范学院（今湖南师范大学），其院址位於嶽麓書院。
- 文教学院外文系大部分师生、历史系一部分师生去中山大学。
- 社会科学院的经济地理系大部分师生去中山大学，一部分师生去河南大学。
- 社会科学院的政治、法律两系师生调往武昌中南政法学院（今中南财经政法大学）。
- 工程学院的电机、机械两系师生及有关实验设备全部调往武昌华中工学院（今华中科技大学）。
- 工程学院的土木结构组、电机系的电机组共7位教师和135名学生调华南工学院（今华南理工大学）。
- 自然科学院矿化专修科师生调中南矿冶学院。
- 师范专修科的地理师生调华南师范学院（今华南师范大学）。
- 土木系师生全部调入中南土木建筑学院（国立湖南大学与其他一些大学的土建专业合并组建的学院），中南土木建筑学院在原国立湖南大学原址成立。

#### 1958年后
1958年中南土木建筑学院增设机械、电机、化工三系，更名为湖南工学院。1959年湖南工学院复名为湖南大学，增设了文、理科，设十二个系，重新确定向文、理、工综合性大学发展。1960年，铁道建筑、桥梁与隧道、铁道运输三个系和部分公共课教研室分离出去成立了长沙铁道学院。1963年上海机械学院(汽车专业)、湘潭电机学院(电机等5专业)、南京汽车制造学校(汽车专业)并入。1964年再度调整为工科大学，但保留了大量理科的教学、科研师资力量，为后来重建理科院系打下了良好基础。

#### 文革时期
1966年—1971年，学校没有招收新生。1970年招收了两年制机制、电机两专业学生两个试点班学生76人，学生实行“厂来厂去”。1972年开始，学校招收“工农兵”大学生。1975年5月，学校贯彻上级“学朝农、办分校”的精神，筹办了湖南大学邵阳分校和衡阳分校，举办了内燃机、电工等培训班。1978年后，两分校完全交地方政府管理。湖南大学衡阳分校先已并入

#### 改革开放以来
1978年后，在保持工科优势的前提下，加强了理科建设，同时大力发展文科，逐渐向综合性大学发展。2000年，湖南财经学院（校址位於現今的北校區）并入，文科力量尤其是经济学科得到增强。2002年湖南省计算机高等专科学校并入。2023年，湖南大学与湘潭市人民政府共建湖南大学附属医院。

## 学校概况

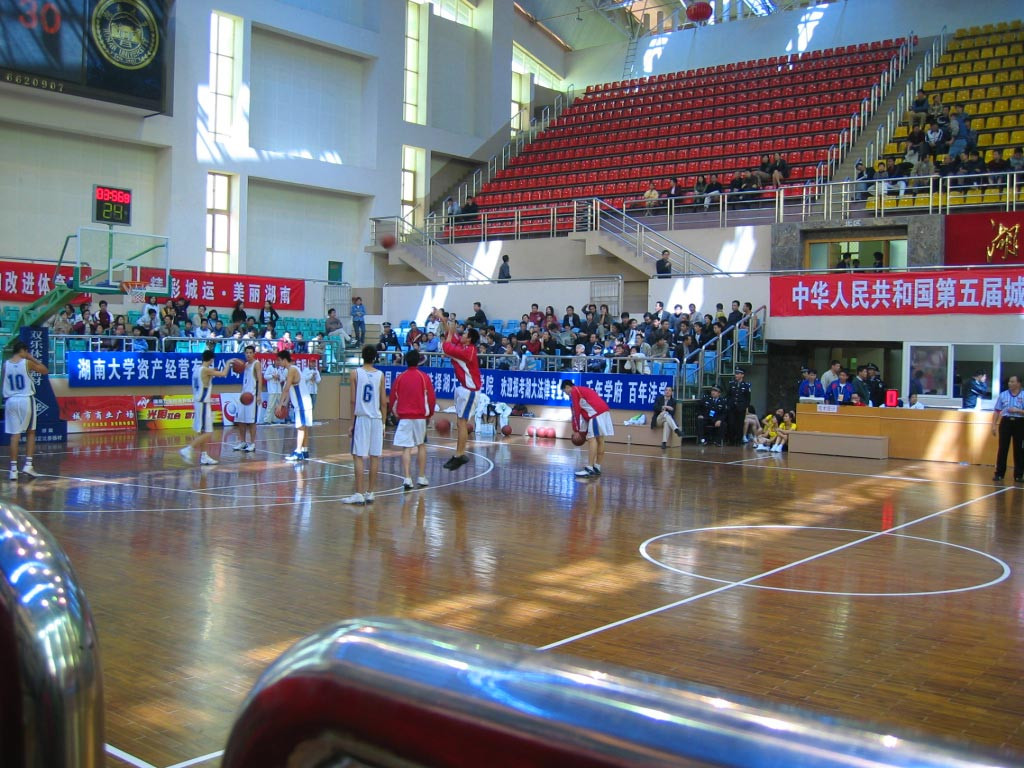
体育馆

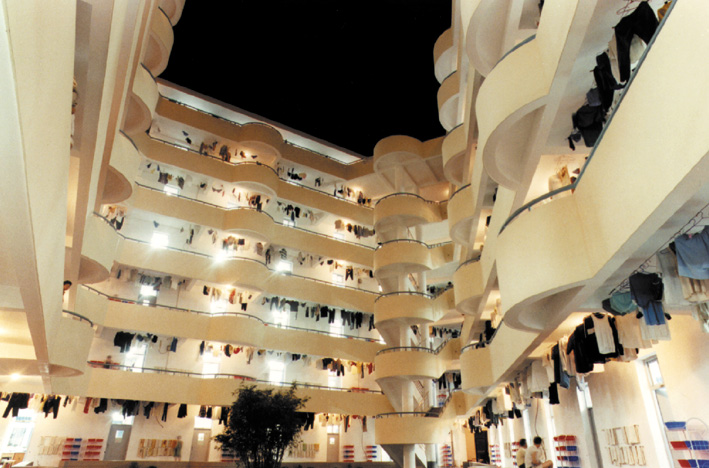
学生公寓

湖南大学是教育部直属的综合性全国重点大学，现任书记是邓卫教授，校长是段献忠教授。
学校设有25个学院和研究生院，拥有27个博士学位授权一级学科，1个博士专业学位授权学科，36个硕士学位授权一级学科，20个硕士专业学位授权学科，建有国家重点学科一级学科2个、国家重点学科二级学科14个，博士后科研流动站25个。学科专业涵盖哲学、经济学、法学、教育学、文学、历史学、理学、工学、管理学、医学、艺术学等11大学科门类。设有2个国家重点实验室、2个国家工程技术研究中心和11个部、省重点实验室和工程技术研究中心。湖南大学的土木工程、建筑、工业设计、车辆工程、材料工程、分析化学、工商管理、国际贸易、保险精算等专业在国内均有很高的知名度。2014年英国《泰晤士高等教育》发布亚洲大学排行榜中位列第81位。成为2011协同创新中心“出土文献与中国古代文明研究”和“智能型新能源汽车”两个项目的核心协同单位。
现有教职工近4000人，其中，专任教师2045人，教授、副教授1428人，院士11人，国务院学位委员会学科评议组成员6人，“千人计划”学者51人，“万人计划”学者20人（含教学名师3人），新世纪百千万人才工程国家级人选23人，“长江学者”特聘教授、讲座教授及青年学者18人，国家杰出青年基金获得者19人。现有全日制在校学生36000余人。其中：本科生20000余人、研究生15000余人，毕业生初次就业率一直保持在95%以上。（相关数据统计截止时间：2019年1月）

## 院系设置
- 岳麓书院[11]
- 经济与贸易学院[12]
- 金融与统计学院[13]
- 法学院（纪检监察学院）[14]
- 马克思主义学院[15]
- 教育科学研究院[16]
- 体育学院[17]
- 中国语言文学学院[18]
- 外国语学院[19]
- 新闻与传播学院[20]
- 数学学院[21]
- 物理与微电子科学学院[22]
- 化学化工学院[23]
- 生物学院[24]
- 机械与运载工程学院[25]
- 材料科学与工程学院[26]
- 电气与信息工程学院[27]
- 信息科学与工程学院（软件学院、国家保密学院）[28]
- 建筑与规划学院[29]
- 土木工程学院
- 环境科学与工程学院[30]
- 工商管理学院[31]
- 公共管理学院[32]
- 设计艺术学院[33]
- 机器人学院[34]
- 生命医学交叉研究院[35]
- 半导体学院（集成电路学院）[36]

## 重点学科
| 国家一级学科重点学科 | ■ 机械工程 | ■ 土木工程 |
| 国家二级学科重点学科 | ■ 岩土工程               | ■ 结构工程                 |                  |
| 国家二级学科重点学科 | ■ 市政工程               | ■ 供热供燃气通风及空调工程 |                  |
| 国家二级学科重点学科 | ■ 防灾减灾工程及防护工程 | ■ 桥梁与隧道工程           |                  |
| 国家二级学科重点学科 | ■ 机械制造及其自动化     | ■ 机械电子工程             | ■ 机械设计及理论 |
| 国家二级学科重点学科 | ■ 车辆工程               | ■ 环境工程                 | ■ 分析化学       |
| 国家二级学科重点学科 | ■ 控制理论与控制工程     | ■ 国际贸易学               |                  |
| 湖南省重点学科 | ■ 金融学             | ■ 材料学                   |
| 湖南省重点学科 | ■ 国际贸易学         | ■ 车辆工程                 |
| 湖南省重点学科 | ■ 经济法学           | ■ 应用化学                 |
| 湖南省重点学科 | ■ 应用数学           | ■ 有机化学                 |
| 湖南省重点学科 | ■ 电工理论与新技术   | ■ 管理科学与工程           |
| 湖南省重点学科 | ■ 控制理论与控制工程 | ■ 桥梁与隧道工程           |
| 湖南省重点学科 | ■ 环境工程           | ■ 供热供燃气通风及空调工程 |
| 湖南省重点学科 | ■ 机械制造及其自动化 | ■ 企业管理                 |
| 湖南省重点学科 | ■ 凝聚体物理学       | ■ 专门史                   |

## 科研机构
| | |
| - 国家级科研机构 - 化学生物传感与计量学国家重点实验室 （页面存档备份，存于） - 汽车车身先进设计制造国家重点实验室 （页面存档备份，存于） - 国家高效磨削工程技术研究中心 - 部省级科研机构 - 环境生物与控制教育部重点实验室 - 建筑安全与节能教育部重点实验室 - 微纳光电器件及应用教育部重点实验室 - 汽车电子与控制技术教育部工程研究中心 - 先进催化教育部工程研究中心 - 输变电新技术教育部工程研究中心 - 湖南省结构损伤与诊断重点实验室 - 湖南省物流与仿真技术重点实验室 - 湖南省喷射沉积技术及应用重点实验室 - 湖南省汽车模具工程技术研究中心 - 生物纳米与分子工程湖南省重点实验室 （页面存档备份，存于） - 湖南省分子模拟中心 - 湖南省“先进材料制备技术”国防科技重点实验室 - 环境生物与控制湖南省普通高校重点实验室 - 桥梁抗风及新技术湖南省普通高校重点实验室 - 湖南省计算技术研究所 - 湖南省机动车排气污染控制技术研究与检测中心 - 湖南省汽车产品质量监督检测站 - 结构工程研究所 - 环境保护研究所 - 系统科学管理工程研究所 - 建筑监理中心 - 湖南省WTO研究基地 - 湖湘文化研究 - 高等教育研究所 - “经济开放与贸易发展”985二期哲学社会科学创新基地（2类） - 湖南省廉政研究基地 - 湖南大学生物医学工程中心 | - 学校批准设立科研机构 - 激光研究所 - 机电研究所 - 工程软件研究所 - 电力测功机研究所 - 汽车新技术研究与开发中心 - 机器人研究所 - 电子工程研究所 - 智能仪器研究所 - 化学计量学与化学传感技术研究所 - 精细化工研究所 - 新型工程材料研究所 - 岩土工程研究所 （页面存档备份，存于） - 结构工程研究所 - 功能材料物理研究所 - 建筑与环境研究所 - 计算机应用研究所 - 应用力学研究所 - 应用数学研究所 - 高等数学研究所 - 陶瓷研究所 - 固态离子学研究所 - 金属材料研究所 - 新型炭材料研究所 - 医药化工研究所 - 汽车整车开发及动态模拟研究所 - 模具技术研究与开发中心 - 机器人技术及应用研究所 - 数字化设计制造研究所 - 先进材料研究开发中心 - 钢结构工程研究所 - 药物研究所 - 水工程技术及设备研究所 - 桥梁工程研究所 - 智能楼宇与建筑环境研究所 - 光电子与信息材料研究所 - 湖大惠利普智能电机电器研究所 - 材料物理研究所 - 高分子研究所 - 工业设计研究所 - 品牌设计与管理研究所 - 生态、环境、旅游规划中心 - 信息与控制研究所 - 湖大红华氟化学研究所 - 建设工程管理研究所 - 微电子研究所 - 介观功能材料与计算材料物理研究所 - 实验仪器研究所 - 教育技术研究所 - 理论物理研究所 - 科技经济与社会发展研究 - 爆炸与安全技术研究所 - 电池与高分子材料研究所 - 塑料模具研究所 - 网络安全技术研究所 - 纳米技术与信息材料研究所 - 生物仪器研究所 - 运筹与控制研究所 - 产品数字化设计与控制中心 - 中加能源环境生态中心 - 湖南大学工程结构综合防护研究所 - 湖南大学数字媒体研究所 - 湖南大学低碳经济与社会发展研究所 - 湖南大学管理科学研究院 |

## 文化传统

### 校徽
民国时期湖南大学的校徽为圆形，中间以湖南地图、岳麓山、湘江、青天白日及地球等图案构成，周边绘当时湖南大学的校训：忠孝廉节、整齐严肃。这也是岳麓书院曾用过的院训。作者王强毅在《校徽释义》中指，“本大学自宋创办岳麓书院以还，历时千载，遗规犹在，朱子所题‘忠孝廉节’，欧阳氏所书‘整齐严肃’，实为本大学历史上之瑰宝。曾经校务会议议决，取为校训，故绘入之，一以循书院之遗制，一以谋发扬我民族固有之精神。”“本大学在沟通东西文化，发扬国学、科学，保持精神文明，注重物力创造，先本后末，渐及全球，故以湖南边界为外延线，线外绘一地球，自内外延，以完成本大学之旨趣。”
现用校徽1986年为纪念岳麓书院诞辰1010周年和湖南大学定名60周年设计而成，设计者为湖南大学83级造型设计学生常沙，指导老师为成涛。校徽以岳麓书院为中心，以岳麓山为背景，寓意湖南大学的源流和校址所在地。中心圆的上方为毛泽东所书的“湖南大学”，下方为湖南大学的英文名称。 正下方的飘带上两组数字“976”、“1926”，分别为岳麓书院诞生的时间和湖南大学正式定名的时间。两侧十四瓣枫叶则代表当时（即1986年）湖南大学设立的14个系。

### 校训
|                | 实事求是 敢为人先 |
| ——湖南大学校训 |                   |

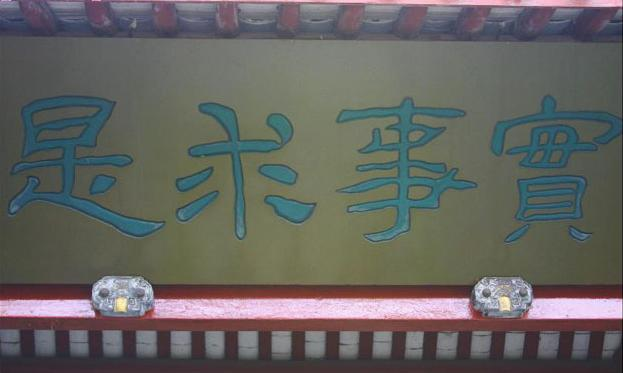
岳麓书院里的“实事求是”匾

湖南大学前身之一的湖南公立工业专门学校曾将“实事求是”作为校训，校长宾步程先生撰写的“实事求是”匾至今仍然悬挂在岳麓书院讲堂。1930年代，湖南大学曾经以岳麓书院讲堂中的碑刻“忠孝廉节，整齐严肃”作为校训。现在的校训是在2001年经全校师生大讨论后定下来的。
“实事求是”最早出自《汉书·河间献王德传》：“河间献王德以孝景前二年立，修学好古，实事求是。从民得善书，必为好写与之，留其真，加金帛赐以招之”。此词后来成为毛泽东思想的核心，有学者认为，毛泽东曾寄居于岳麓书院，当时书院内的“实事求是”匾对其产生了影响。“敢为人先”是湖湘文化的精髓，而岳麓书院又是湖湘文化的摇篮，将“敢为人先”列为校训，寓意学校对湖湘优秀传统的弘扬，同时也有鼓励师生敢于竞争、学术创新的意思。湖南大学的所在地长沙市，曾经评选过“长沙精神”，最终“心忧天下,敢为人先”入选。

### 校风
|                | 博学 睿思 勤勉 致知 |
| ——湖南大学校风 |                     |

由《礼记·中庸》的“博学之,审问之,慎思之,明辨之,笃行之”提炼而来。博学，即“博于问学”，要求师生在治学上广博、深远，善于在知识的浩海中丰富自己。睿思，即“明于睿思”，要求师生在博学的同时，积极思考、善于思考、深入思考，达到思维的深刻性、独立性、创造性和开放性。勤勉，即要求学生“学而不厌”，发扬勤奋刻苦、努力向上的奋发精神。同时，也要求教师要潜心学术、“诲人不倦”，爱岗敬业，乐于奉献。致知，即“格物致知”，要求师生学以致用，知行统一，达到“明德”、“明理”的目的。

### 校歌
《湖南大學校歌》是在上世纪三十年代国立湖南大学时期，由三次出任湖大校长的胡庶華作词，再由其邀请在德国留学时期的同学、著名音乐家萧友梅谱曲而成。湖大校歌旋律质朴，气势浑宏，倡导继承传统、取欧美之长，是典型的民国时期学堂歌曲，也是萧友梅为数不多的优秀合唱作品。湖大校歌曾经在1949年后就不再传唱，经过长达半个多世纪的埋没，在21世纪重新被学校定为正式的校歌。
|                | 麓山巍巍，湘水泱泱。 宏開學府，濟濟滄滄。 承朱張之緒，取歐美之長。 華與實兮並茂，蘭與芷兮齊芳。 楚材蔚起，奮志安攘。 振我民族，揚我國光。 |
| ——湖南大学校歌 | |

## 建筑文化

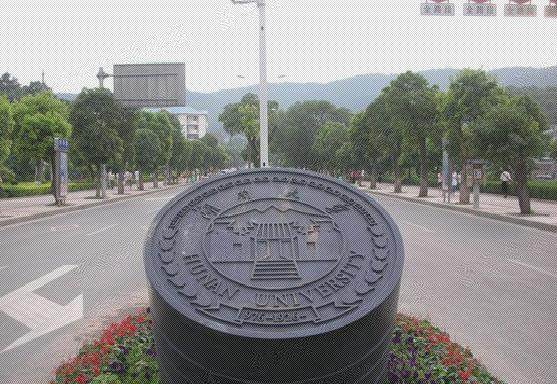
牌楼口的千年锤

湖南大学校园依山而建，经历了一个由岳麓山向东慢慢扩展到湘江边的过程。1903年岳麓书院改制后，在其原址上成立的各个学校大多仍以原来的书院建筑为校舍。岳麓书院的建筑大部分为明清遗构，以黑白色调为主，为中国现存规模最大的书院建筑群。1926年湖南大学正式创立，开始在书院周围兴建新的教学设施。这些民国时期的建筑，大多以红墙绿瓦为基色调，为湖南现存规模最大的民国建筑群，代表作品有一院，二院，大礼堂，老图书馆，科技馆等。上世纪五十年代以来，湖南大学校园逐渐向湘江延伸，兴建了一批现代教学建筑，其中有许多是湖南大学建筑学院魏春雨教授的作品，代表作有复临舍，法学院楼，工商管理学院楼等。本世纪湖南大学校园开始往南发展，正在兴建的新校区将把湖南大学校园延伸到渔湾市。

### 明清建筑群
岳麓书院历史上经历多次战火，曾七毁七建，现存主要建筑是明清遗构。上世纪以来，经过几次大修，一些毁于战火的建筑得到了重修。岳麓书院古建筑在布局上采用中轴对称、纵深多进的院落形式。主体建筑如头门、大门、二门、讲堂、御书楼集中于中轴线上，讲堂布置在中轴线的中央。斋舍、祭祀专祠等排列于两旁。中轴对称、层层递进的院落，除了营造一种庄严、神妙、幽远的纵深感和视觉效应之外，还体现了儒家文化尊卑有序、等级有别、主次鲜明的社会伦理关系。
岳麓书院占地面积21000平方米,主体建筑有头门、二门、讲堂、半学斋、教学斋、百泉轩、御书楼、湘水校经堂、文庙等，并先后恢复重建设了延宾馆、文昌阁、崇圣祠、明伦堂及包括供祀孔子、周濂溪、二程、朱熹、张栻、王船山、罗典等的六大专祠建筑原貌，清代书院中的园林和书院八景也全部得到恢复。岳麓书院为中国现存规模最大的书院建筑群。
湖南大学校友会，湖南大学岳麓书院（湖南大学的二级学院）在书院内办公。

### 近代建筑群
湖南大学建立之初，以岳麓书院为一院，同时开始在书院周围兴建新的教学建筑，包括二院、科学馆、图书馆、工程馆、大礼堂、办公楼、静一斋、学生一、二、三、四舍等，均为中国近代建筑大师蔡泽奉、柳士英、刘敦桢等设计，其中尤以柳士英的作品为最多。这些建筑外形古朴典雅，有明显的文人建筑气质，强调时代性、民族性和地方特色，尤其是圆形、曲线在这些建筑中的运用，体现了“刚柔并济、动静结合”的设计思想，以致人们称之为“柳氏圆圈”。在长沙市公布的第一批35处近现代保护建筑中，湖南大学就有5处，包括老图书馆、科学馆、大礼堂、工程馆、二院（现物理实验楼）；在第二批21处近现代保护建筑中，有七舍、原一舍（现九舍）、胜利斋三处。

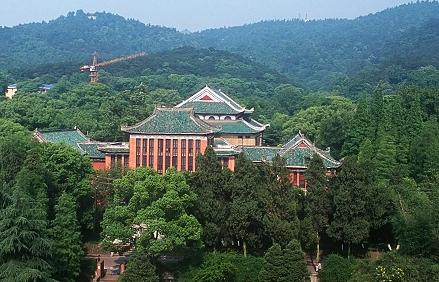
老图书馆 (由中国近代建筑教育创始人柳士英设计)
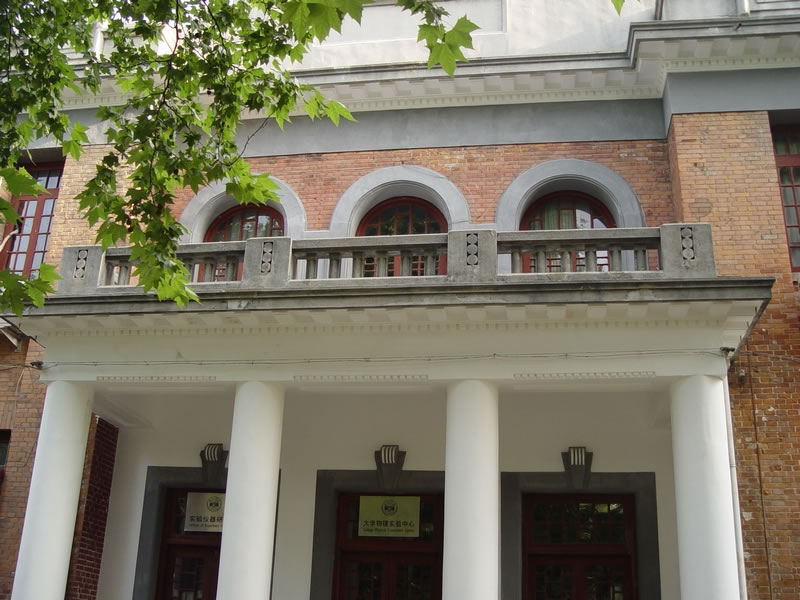
二院（现湖南大学物理实验楼）
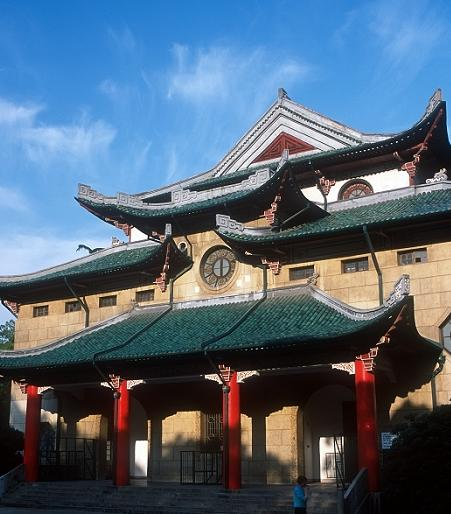
大礼堂 (由中国近代建筑教育创始人柳士英设计)
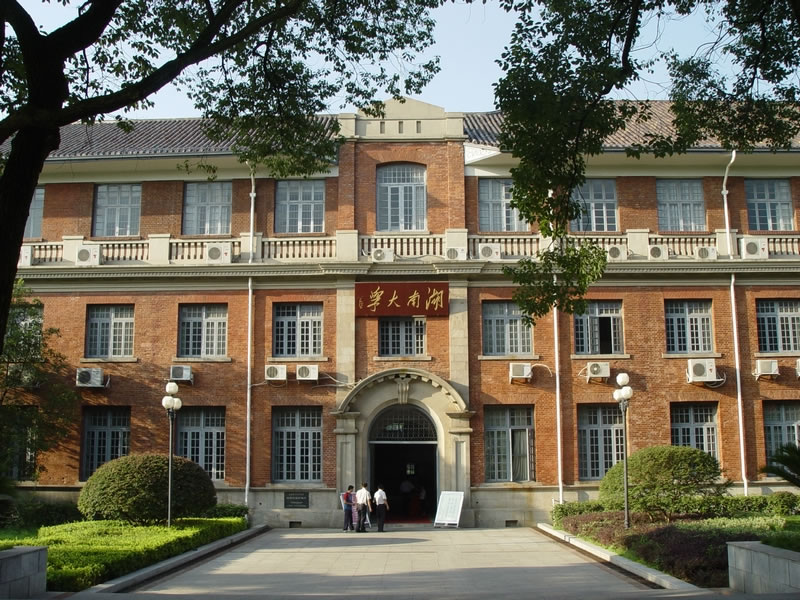
科学馆（现为校行政楼）(由中国近代建筑教育创始人柳士英设计)

## 教师校友
- 杨昌济 教育家，首倡创立湖南大学，毛泽东第二任妻子杨开慧的父亲
- 杨树达 语言文字学家，中央研究院院士、中国科学院学部委员，曾任湖南大学文学院院长
- 黎锦熙 语言文字学家，中国科学院学部委员，曾任湖南大学中文系教授
- 金克木 翻译家、学者，曾任湖南大学法文讲师
- 任凯南 经济学家，有“南任北马(马寅初)”之称，曾任湖南大学教务长、校长
- 周德伟 经济学家，自由主义大师弗里德里希·哈耶克的学生，台湾自由主义的领袖人物之一，曾任湖南大学经济系主任
- 胡庶华 冶金学家，中国工程师学会会长，三度出任湖南大学校长
- 刘敦桢 建筑学家，中国科学院学部委员，曾任湖南大学土木系讲师
- 柳士英 建筑学家，中国第一代建筑师，曾任中南土木建筑学院院长、湖南大学副校长
- 曾昭权 电机学家，庚子赔款第一批留美学生，曾国藩曾孙，曾任湖南大学电机系主任
- 易鼎新 电机学家，庚子赔款第二批留美学生，曾任湖南大学校长
- 田奇隽 地质学家，中国科学院学部委员，曾任湖南大学矿冶系教授
- 李达     哲学家，中共创始人，中国科学院学部委员，曾任湖南大学校长
- 释白云  1935年自湖南大学中文系毕业，台湾著名禅师，在台灣創立臨濟宗千佛山派。
- 俞汝勤 化学家，中国科学院院士，曾任湖南大学校长
- 姚守拙 化学家，中国科学院院士，化工学院教授
- 李薰     毕业于湖南大学矿冶工程系，中国科学院院士，原中国科学院副院长
- 慈云桂  毕业于湖南大学电机系，中国科学院院士，“银河”巨型计算机的总设计师
- 吕振羽  毕业于湖南大学电机系，中国科学院院士
- 陈星旦  毕业于湖南大学物理系，中国科学院院士
- 成会明  毕业于湖南大学化工系，中国科学院院士
- 刘筠     毕业于湖南大学生物系，中国工程院院士
- 周福霖  毕业于湖南大学土木系，中国工程院院士
- 马克俭  毕业于湖南大学土木系，中国工程院院士
- 钟志华  毕业于湖南大学机械系，中国工程院院士
- 周绪红  毕业于湖南大学土木系，中国工程院院士，曾任湖南大学副校长、长安大学校长、兰州大学校长，现任重庆大学校长
- 李元元  毕业于湖南大学机械系，中国工程院院士，历任华南理工大学校长、吉林大学校长、华中科技大学校长
- 聂建国  毕业于湖南大学土木系，中国工程院院士
- 周小舟   毕业于湖南大学预科，原中共湖南省委第一书记，曾任毛泽东秘书
- 刘正   湖南大学肄业，原湖南省省长
- 高峰   毕业于湖南大学电气系，云南省副省长
- 肖钢   毕业于原湖南财经学院，证监会主席
- 蒋超良  毕业于原湖南财经学院，历任交通银行董事长、国家开发银行行长、农业银行董事长、湖北省委书记
- 毛晓峰 曾任民生银行行长、党委书记
- 傅自应  毕业于原湖南财经学院，商务部副部长，澳门中联办主任
- 洪毅  毕业于湖南大学电气系，国家行政学院副院长
- 熊晓鸽  毕业于湖南大学外语系，IDG集团全球副总裁兼亚洲区总裁
- 黄学东  毕业于湖南大学计算机系，微软总部全球技术院士，Azure AI首席技术官
- 陈破空 原名陈劲松，毕业于湖南大学土木系，旅美知名作家
- 袁纯清  湖南大学工商管理学院在职博士生毕业，曾任中共山西省委书记
- 令计划  湖南大学工商管理学院在职硕士生毕业，曾任中共中央办公厅主任、全国政协副主席、中共中央统战部部长
- 周本顺  湖南大学工商管理学院在职硕士生毕业，曾任中央政法委员会委员、秘书长、中共河北省委书记，省人大常委会主任
- 杨小凯  在湖南大学数学系旁听一年，两次获诺贝尔经济学奖提名
- 谭耕  第一位自中国大陆移民至加拿大的国会下议院议员

## 参看
- 岳麓书院
- 中国大学列表
- 211工程
- 985工程
- 中华人民共和国国家重点实验室列表